# Yezoceryx cristaexcels
Yezoceryx cristaexcels är en stekelart som beskrevs av Wang 1982. Yezoceryx cristaexcels ingår i släktet Yezoceryx och familjen brokparasitsteklar. Inga underarter finns listade i Catalogue of Life.